# Стародавній Схід
Старода́вній Схід — розділ історичних наук, присвячений вивченню суспільного розвитку людства на етапі зародження, розквіту та загибелі найдавніших цивілізацій. Історія Стародавнього Сходу вивчає історію Стародавнього Єгипту, Східного Середземномор'я, Месопотамії, Малої Азії, Закавказзя, Стародавньої Індії, Китаю. Період вивчення приблизно від кінця IV тис. до н. е. до  середини І тис. н. е. Деякі дослідники також відносять до Стародавнього Сходу доколумбові цивілізації Південної Америки, оскільки вбачають їхню подібність з раніше перерахованими стародавніми державами Аравії, Африки та Азії.
Саме поняття Стародавнього Сходу є відносним і застосовується виключно для класифікації подібних давніх цивілізацій.